# Sputnik Springbreak

Logo

Das Sputnik Springbreak (Eigenschreibweise: SPUTNIK SPRING BREAK) ist ein jährliches Musikfestival, das auf der Halbinsel Pouch bei Bitterfeld-Wolfen, Sachsen-Anhalt stattfindet. Es wird vom Radiosender MDR Sputnik präsentiert und ging 2008 aus dem Festival Sputnik Turntable Days hervor. Das Festival greift Elemente der Partykultur des Spring Break auf.

## Allgemeines

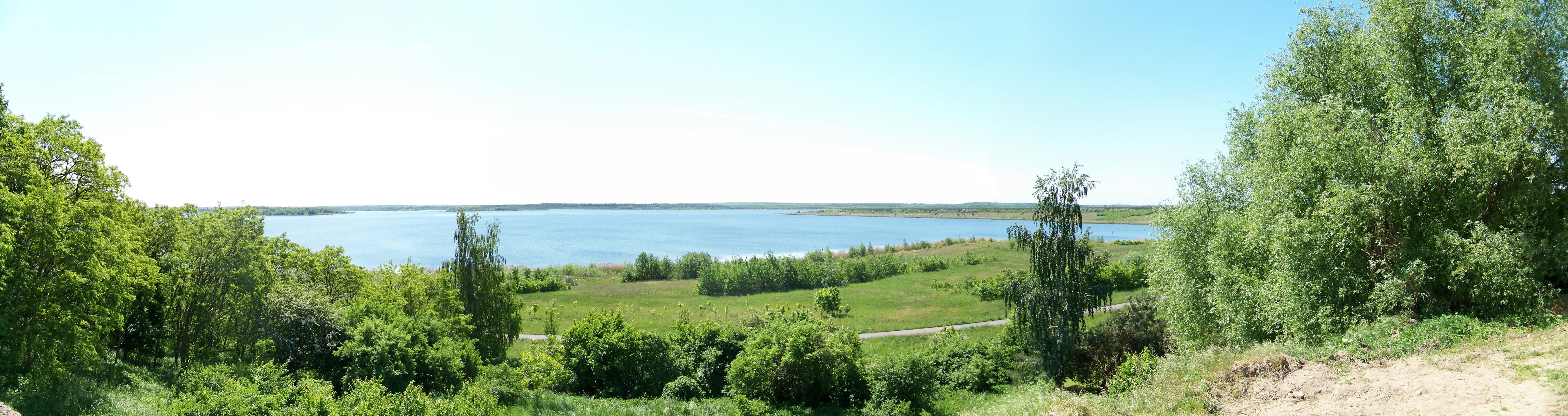
Pouch mit Blick auf den Goitzschesee, Veranstaltungsort des Sputnik Springbreak

Das Festival wird von der thüringischen Eventagentur Black Mamba Event & Marketing veranstaltet. Die auftretenden Künstler gehören im weitesten Sinne dem Electronica- und Rock-Genre an. Das Springbreak gilt als eines der ersten Festivals der Festivalsaison und findet am Pfingstwochenende statt. Im Jahr 2012 kamen etwa 17.000 Besucher und 2017 wurden etwa 25.000 Besucher gezählt.

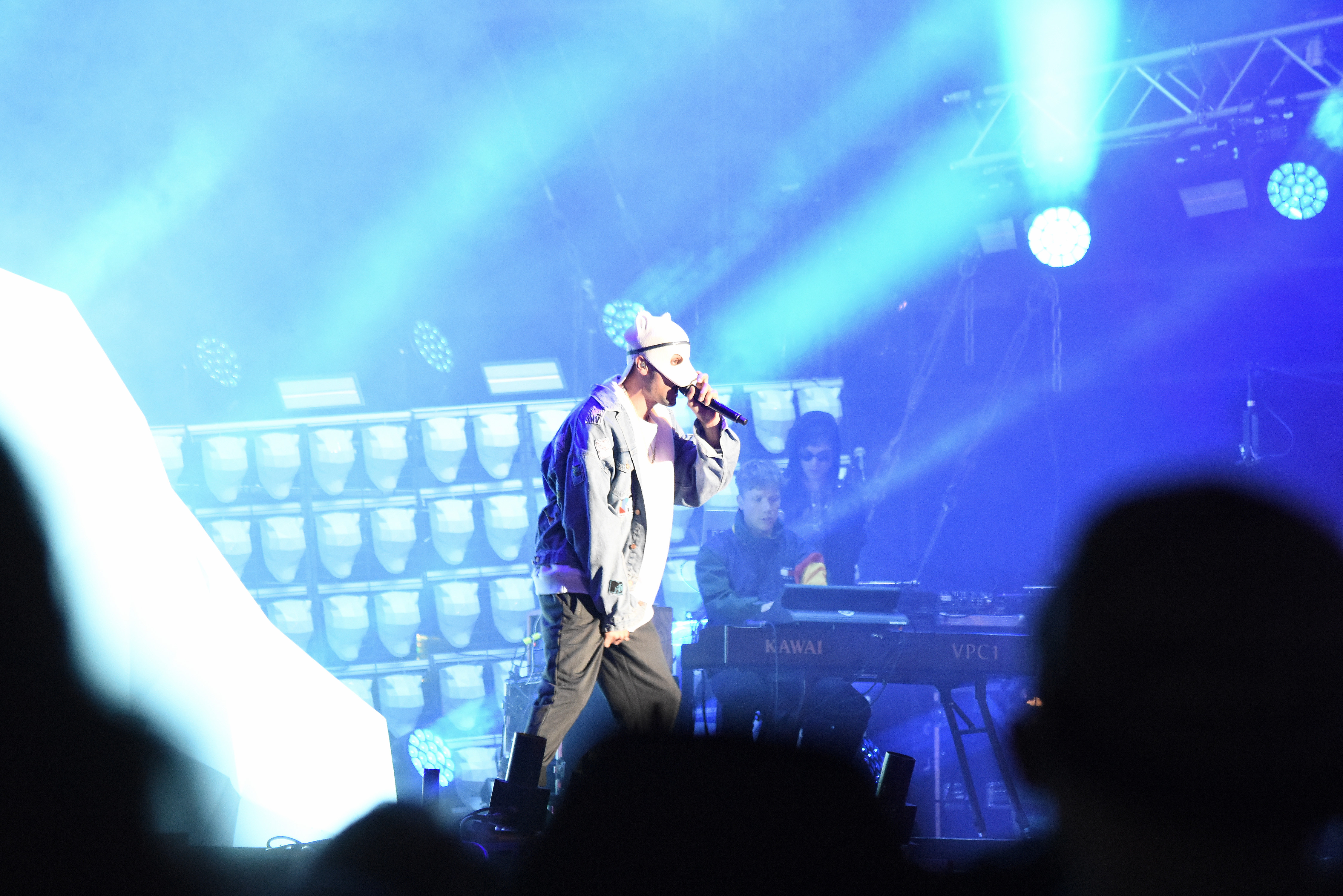
Cro auf der Bühne des Sputnik Springbreak 2018

## Künstler
- 2008 u. a. mit Deichkind, Digitalism, Hanson & Schrempf, Klee, Lexy & K-Paul, Moonbootica, Northern Lite, Sono, The Disco Boys, Wir sind Helden

- 2009 u. a. mit MIA., Peter Fox, Booka Shade, WhoMadeWho, Boris Dlugosch, Turntablerocker, Polarkreis 18, Lexy & K-Paul, Moguai, Thomas D., Northern Lite

- 2010 u. a. mit Die Fantastischen Vier, Editors, Jan Delay, Jennifer Rostock, Boys Noize, Ellen Allien, The Whip, Digitalism

- 2011 u. a. mit Underworld, Clueso, Modeselektor, Lexy & K-Paul, Bonaparte, Frittenbude, Moonbootica

- 2012 u. a. mit Deichkind, MIA., Jennifer Rostock, Fritz Kalkbrenner, Digitalism, Kraftklub, Lexy & K-Paul, Marteria, Tiefschwarz, Turntablerocker, Anthony Rother, Ostblockschlampen

- 2013 u. a. mit Seeed, Kraftklub, Knife Party, Cro, Fritz Kalkbrenner, Lexy & K-Paul, Booka Shade, Oliver Koletzki, Moonbootica, Boris Dlugosch, Die Orsons, Felix Kröcher

- 2014 u. a. mit David Guetta, Marteria, Sportfreunde Stiller, Steve Angello, Klangkarussell, Lexy & K-Paul, 2raumwohnung, Oliver Koletzki, Frittenbude, Marek Hemmann, Moonbootica, Aka Aka, Moguai, Alle Farben, Claire, The Disco Boys, Ostblockschlampen, Captain Capa[4]

- 2015 u. a. mit Die Fantastischen Vier, Cro, Deichkind, Steve Angello, K.I.Z, Nero, Sigma[5]

- 2016 u. a. mit Dimitri Vegas & Ummet Ozcan, Martin Garrix, K.I.Z, Robin Schulz, Alligatoah, Jennifer Rostock, Bosse, Felix Jaehn, Lexy & K-Paul, Alle Farben, Gestört aber geil, Ostblockschlampen, Frittenbude, Genetikk, Marek Hemmann, Lot, Moonbootica, Drunken Masters[6]

- 2017 u. a. mit Dimitri Vegas & Like Mike, Steve Aoki, Marteria, Kraftklub, Clueso, Fritz Kalkbrenner, Trailerpark, Felix Jaehn, Alan Walker, Kontra K, 187 Strassenbande, Lexy & K-Paul, Alle Farben, Gestört aber geil, Ostblockschlampen, Sigala, Tujamo, Moonbootica[7]

- 2018 u. a. mit Axwell Λ Ingrosso, Cro, SDP, Gestört aber geil, Ufo361, Mike Singer, Alle Farben, Paul Kalkbrenner, Felix Jaehn, Kontra K, RAF Camora, Bonez MC, Drunken Masters, Anstandslos & Durchgeknallt, Ostblockschlampen, Steve Aoki, Casper, 257ers, Lexy & K-Paul, SXTN, Eunique, Koby Funk, Moonbootica, AKA AKA, ESKEI83, Kollektiv Ost, Mat.Joe, Thomas Lizzara, Oliver Koletzki[8]
- 2019 u. a. mit Mero (und Xatar), 257ers, Gzuz und Maxwell, David Guetta, Don Diablo, Ofenbach, Alle Farben, Alligatoah, Armin van Buuren, Kontra K, Marteria und Casper, Timmy Trumpet, RIN, Ostblockschlampen, Neelix, Gestört aber geil, Moonbootica, ESKEI83, 102 Boyz[9], 3 auf einem Pferd
- 2023 u. a. mit Kraftklub, Peter Fox, Kontra K, Timmy Trumpet, Alligatoah, Robin Schulz, FINCH, Gestört aber GeiL, SSIO, Nina Chuba, Jack Lonky, Neelix, Ostblockschlampen, Nura, 102 Boyz, AKA AKA, ESKEI83, VIZE, HBz